# 김흥한
김흥한(金興漢, 1924년 11월 18일~2004년 1월 19일)은 대한민국의 법조인이다. 김장리 법률사무소의 창업주다.

## 학력
- 서울대학교 법학 학사
- 뉴욕대학교 대학원 법학 석사

## 경력
- 김장리 창업주 겸 회장[1]

## 가족 관계
- 아버지: 김익진 검찰총장